# 앙리 로랑스

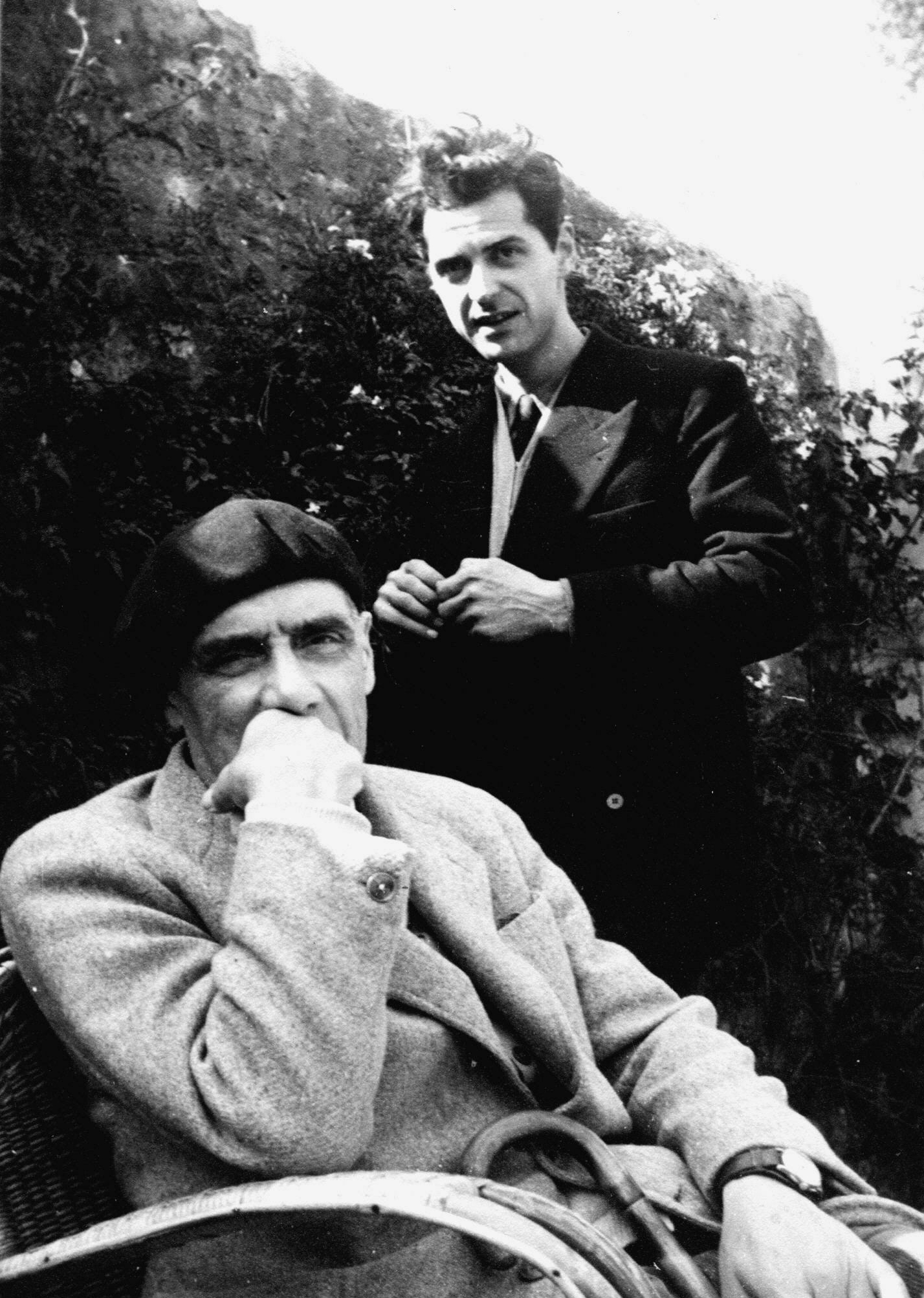

앙리 로랑스(Henri Laurens, 1885년 2월 18일 ~ 1954년 5월 5일)는 프랑스의 조각가, 일러스트레이터이다.
알렉산드르 아키펭코, 오시프 자드킨과 함께 입체파 조각을 추진한 로랑스는 파리에서 태어나 처음에는 석공(石工)으로 일하면서 그림을 공부하였다. 1911년 조르주 브라크와 사귀어 입체파 운동에 참가하게 되었다. 당시의 그는 분석적 입체파와 보조를 맞추어 대상을 해체하고 기하학적인 원형태(原形態)를 추출하는 작풍을 보여 주고 있었으며 또한 콜라주의 기법에 의하여 채색한 조형까지도 만들고 있었다. 그러나 1927년경부터 그는 이러한 작풍을 고쳐 유기적인 형식으로써 서정적인 요소를 강조하게 되었다.
1919년의 작품 <클라리넷을 가진 사나이>는 그의 대표작으로 알려져 있다. 특히 입체파의 조각가로서 자크 립시츠(1891∼1973)를 빼놓을 수가 없다. 폴란드 출신 립시츠는 입체파의 원칙에 따라 인간적인 정감이 감도는 추상적 조형을 시도하였다.